# Mihail Konsztantyinovics Kalatozov
Mihail Konsztantyinovics Kalatozov, eredeti családneve Kalatozisvili (Михаил Константинович Калатозов – Калатозишвили) (Tiflisz – ma: Tbiliszi –, 1903. december 28. – Moszkva, 1973. március 29.) szovjet-grúz filmrendező, forgatókönyvíró.

## Élete
Kereskedelmi iskolában tanult, de 20 éves korától már Tbilisziben, a grúziai filmstúdióban dolgozott. Volt mozigépész, vágó, színész, majd rendező. A Szvanétia sója (1930) című néprajzi jellegű lírai dokumentumfilmben, melynek operatőre és rendezője is volt, már jól látható vonzódása a romantikához és a különleges fényképezési eljárásokhoz. Négy évig a Leningrádi Művészeti Akadémia aspiránsa, utána a tbiliszi filmstúdió igazgatója volt. 1939-ben a Lenfilm stúdió rendezője lett. 1943-tól Hollywoodban a szovjet filmek képviseletét látta el, 1945 után vezető állami beosztásokban, többek között a Szovjetunió Filmügyi Minisztériumában miniszterhelyettesként dolgozott (1948-ig). A továbbiakban elsősorban filmrendezéssel foglalkozott.
- Fia, Georgij Mihajlovics Kalatozisvili (1929–1984) szintén filmrendező, operatőr, forgatókönyvíró volt a Grúziafilm stúdiónál és dolgozott a Lenfilm stúdiónak is.
- Unokája, Mihail Georgijevics Kalatozisvili ugyancsak a filmszakmában, a grúziai filmgyárban dolgozik, filmrendező, producer.

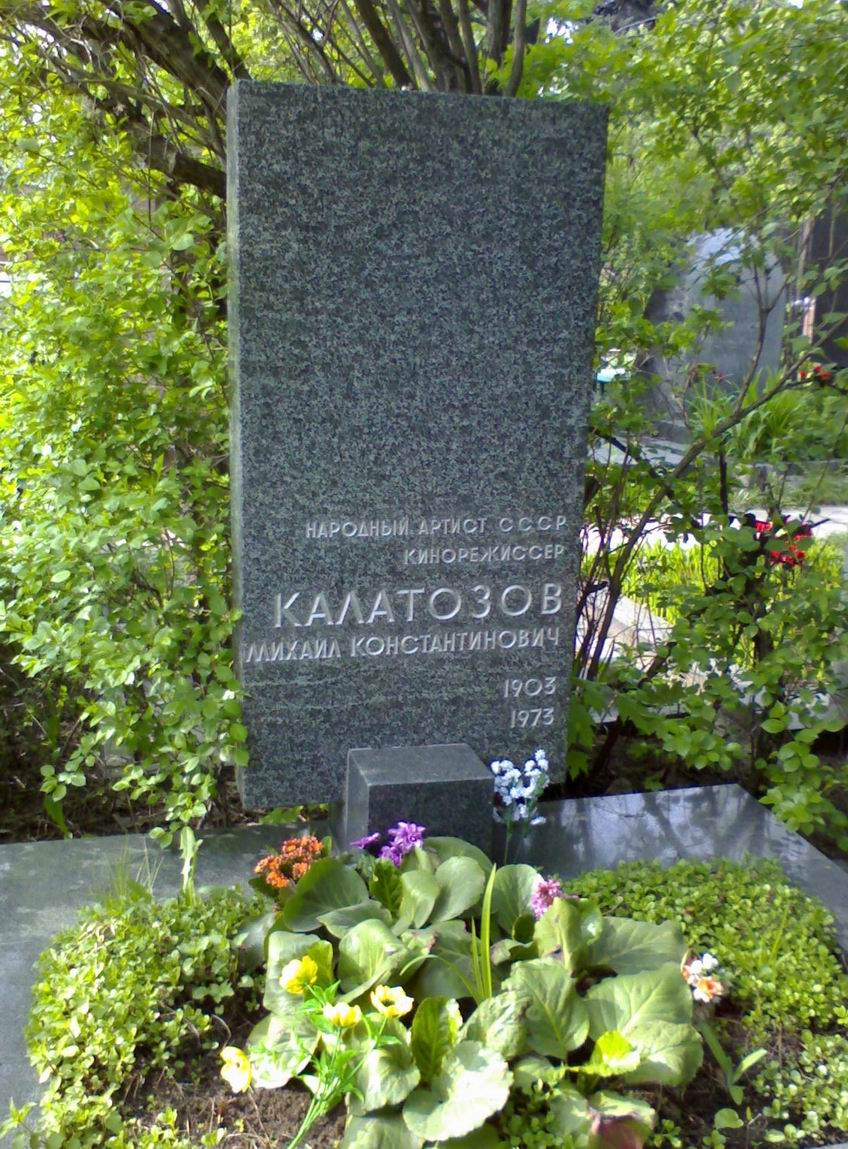
Emlékműve a Novogyevicsi temetőben

## Filmrendezői pályája
Amikor Kalatozov a Lenfilm stúdióhoz került, két játékfilmet készített a pilótákról és a repülésről: Bátorság (1939), A felhők titánja (1941). Utóbbi az Északi-sarkot átrepült Cskalov útjának történetét dolgozta fel és évekig a közönség egyik kedvenc filmje volt. A repülés témájához visszatért utolsó játékfilmjében is. A háború idején a Leningrád védelméről Taskentben forgatott film (Legyőzhetetlenek) társrendezője. Az 1950-es évek elején készített sematikus filmjeit egy felszabadultabb hangulatot árasztó vígjátéka követte:
- Luxustutajon (eredeti címe: Hű barátok). A vezető beosztású, vaskalapos építészt két barátja luxusutazásra hívja, de valójában tutajozni viszik, ahol a kényelmes városi élet kapaszkodói hiányoznak. A vígjátéki helyzetet hol mesterkélt kalandok, hol érzelgős szerelmi jelenetek törik meg, a film mégis friss, eredeti színfoltot jelentett a maga korában.
- A rendező legismertebb filmje a Szállnak a darvak (1957), ez hozta meg neki és alkotógárdájának a világhírt: az 1958-as cannes-i filmfesztiválon elnyerte az Arany Pálmát. A politikai szférában ekkor végbement "olvadás" eredménye, hogy a háborút nem hősies katonák küzdelmeként, hanem elsősorban egy szerelmespár egyéni tragédiájaként mutatja be. A film tartalmi és formai újdonságai számos későbbi szovjet alkotáson kimutathatók.
- Az el nem küldött levél. Négy geológus gyémántlelőhely után kutat Szibéria erdőségeiben. Megtalálják, bejelölik a térképen, melyet vissza kell juttatniuk Moszkvába. A visszaindulás napján azonban hatalmas erdőtűz keletkezik, a geológusok csapdába kerülnek. Az ember küzdelmét a természeti erőkkel nagy hatású képekkel mutatja be, de az egyéni világ ábrázolásával kissé adós marad. A patetikus hangvételű film két főszereplője Tatyjana Szamojlova és Innokentyij Szmoktunovszkij.
- Lényegében a természet fogságába került felfedezők témáját ismétli meg a rendező utolsó filmje is. Az olasz–szovjet koprodukcióban készült A jégsziget foglyai Umberto Nobile 1928-as északi-sarki léghajós expedíciójának tragikus történetét és megmentését meséli el, nagyrészt visszaemlékezés formájában. A főbb szerepeket szovjet filmen ritkán látható világsztárok: Sean Connery, Claudia Cardinale, Peter Finch, valamint Nyikita Mihalkov alakítják.

Kalatozov legtöbb alkotását a romantikus témákhoz való vonzódás és az erős érzelmi töltésű előadásmód jellemzi. Nem az elemző, gondolatokra serkentő, hanem inkább a patetikus, emelkedett hangulatú filmek híve. Hosszan részletezi a nagy drámai helyzeteket, hogy minél erősebb érzelmi hatást érjen el. Stílusát ennek megfelelően az erősen hangsúlyozott képi megoldások, különleges képkompozíciók és fényhatások, artisztikus kameramozgatás jellemzik. Legjobb jeleneteiben ez a stílus szerves részét alkotja a film egészének, bár kritikusai szerint az utolsó filmekben többször öncélúvá válik.

## Filmek

### Filmrendező
- 1930 Sót Szvjanyetijának (Соль Свянетии)
- 1930 Vakon (Слепая)
- 1932 Szög a cipőben (Гвоздь в сапоге)
- 1939 Bátorság (Мужество)
- 1941 A felhők titánja (Cskalov) (Валерий Чкалов)
- 1942 Legyőzhetetlenek (Непобедимые)
- 1950 Kárhozottak összeesküvése (Заговор обречённых)
- 1953 Ellenséges viharok (Вихри враждебные)
- 1954 Luxustutajon (Верные друзья)
- 1955 Az első lépcső (Первый эшелон)
- 1957 Szállnak a darvak (Летят журавли)
- 1959 Az el nem küldött levél (Неотправленное письмо)
- 1964 Én, Kuba (Я Куба)
- 1969 A jégsziget foglyai (Красная палатка) (olasz-szovjet koprodukció)

### Forgatókönyvek
- 1942 Legyőzhetetlenek
- 1969 A jégsziget foglyai